# Zmiany nazw ulic w Zduńskiej Woli
Zmiany nazw ulic w Zduńskiej Woli – działania władz Zduńskiej Woli prowadzące do zmian nazw i patronów miejskich ulic i placów. Wprowadzane na przestrzeni lat zmiany nazw ulic i placów spowodowane były m.in. kwestiami politycznymi, społecznymi, geograficznymi, językowymi lub technicznymi.
Od momentu uzyskania praw miejskich przez Zduńską Wolę w 1825 miasto rozwijało się przez przyłączanie przyległych obszarów zurbanizowanych i niezurbanizowanych. Obecnie ulice i place Zduńskiej Woli mają istotny wpływ na charakterystyczny układ urbanistyczny miasta. Odgrywają także ważną rolę w codziennym życiu mieszkańców.

## W zaborze rosyjskim
W momencie nadania Zduńskiej Woli praw miejskich w 1825 jej terytorium wynosiło ok. 617 ha. Graniczyło z gruntami folwarcznymi i chłopskimi Zduńskiej Woli, gruntami wsi rządowej Czechy, a także Stęszycami, Opiesinem, Kawęczynkiem, Osmolinem, Krobanowem, Sędziejowicami i Paprotnią. Początkowy kształt granic miasta zmieniono już w 1830. Na wniosek dziedzica Stefana Złotnickiego Rada Administracyjna Królestwa Polskiego, postanowieniem z dnia 15 czerwca 1830, włączyła w obszar miasta leżącą na północnym wschodzie przyległą wieś Kawęczynek.
Kolejne rozszerzenie granic nastąpiło pod koniec XIX w., kiedy to do miasta inkorporowano folwark Jurydyka – posiadłość należącą do rodziny Złotnickich – leżący niemal w środku miasta, ale formalnie znajdujący się na terenie gminy wiejskiej Zduńska Wola. Jurydyka nie podlegała prawu miejskiemu i stanowiła obszar nieobjęty miejskimi podatkami od handlu. Mimo protestów jej mieszkańców, władze carskie 24 marca 1899 podjęły ostateczną decyzję o inkorporacji Jurydyki, która ostatecznie nastąpiła15 stycznia 1900.

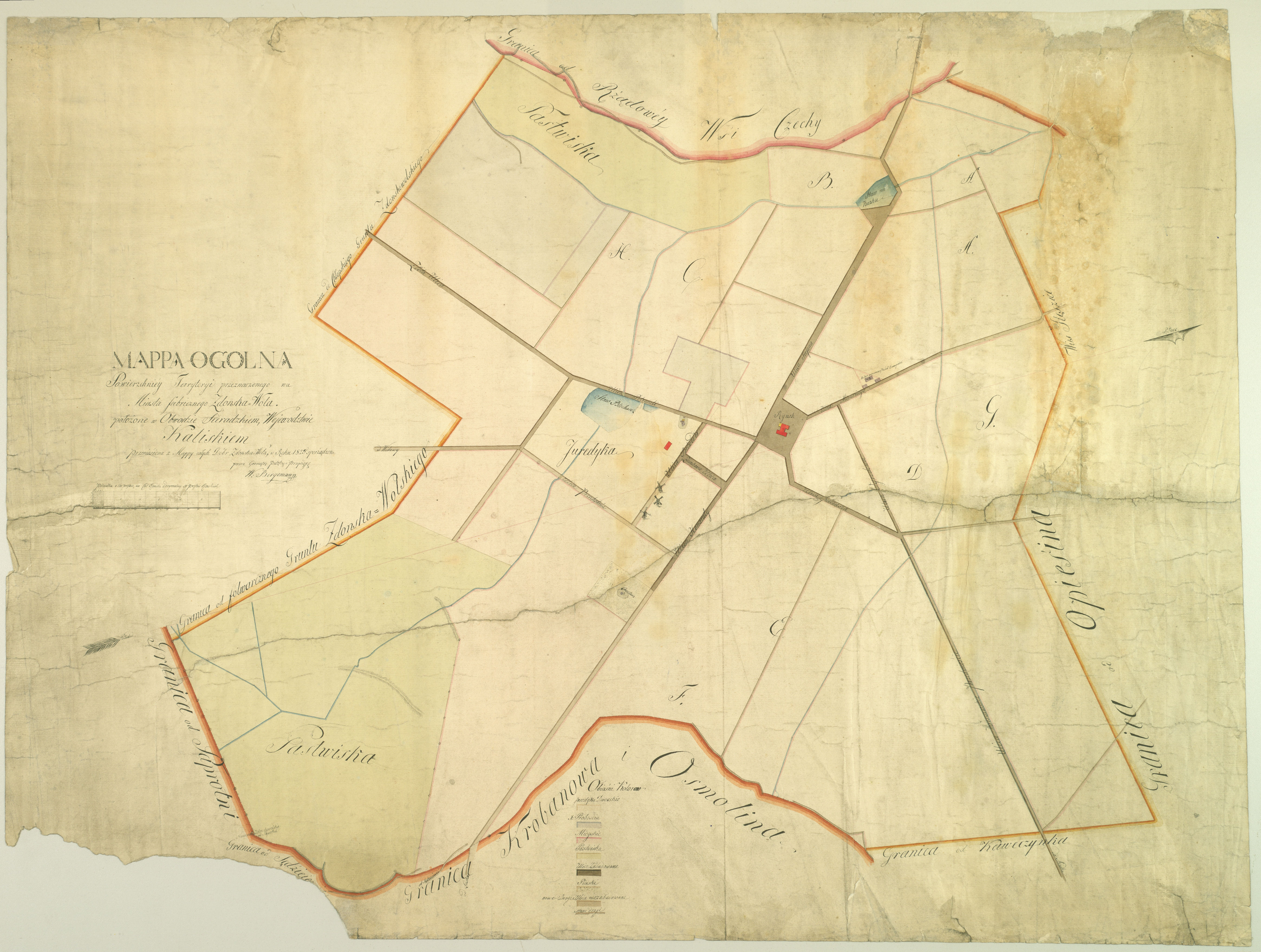
Mappa ogolna Powierzchniey Tarrytoryi przeznaczonego na Miasta fabricznego Zdonska-Wola położone w Obwodzie Sieradzkiem, Województwie Kaliskiem

Pierwsze nazwy głównych ciągów komunikacyjnych w Zduńskiej Woli widoczne są na przechowywanej w Archiwum Głównym Akt Dawnych Mappie ogolnej Powierzchniey Tarrytoryi przeznaczonego na Miasta fabricznego Zdonska-Wola położone w Obwodzie Sieradzkiem, Województwie Kaliskiem, opracowana przez mierniczego przysięgłego i patentowanego inż. Wilhelma Bergemanna w 1825. Zgodnie z opisem zamieszczonym na planie stanowiącym kopię fragmentu dokumentacji całości dóbr zduńskowolskich, naniesiono na nim jedynie granice nowo lokowanego miasta, bez granic działek i nowej, regularnej siatki ulic. W ogólny sposób przedstawiono tam układ dróg, rodzaj terenu i niektóre budynki. Wytyczenie pierwszych ulic i placów w osadzie nastąpiło już ok. 1820, wtedy też uzyskały swoje pierwsze nazwy.
Na zachowanym pierwszym planie miasta o charakterze lokacyjnym kolorami wyróżniono m.in. ulice zabudowane i niezabudowane oraz stare drogi. Pierwszy raz uwidoczniono nazwy 12 ulic: Belweder, Honoraty, Juliusza, Maurycego, Petroneli, Przechodnia, Ogrodowa, Rynek, Stefana, Warszawskie Przedmieście, Zamkowa i Złota. Wśród zaznaczonych budynków znalazły się: kościół katolicki, ratusz, dwór Złotnickich, trzy wiatraki i planowany dopiero kościół ewangelicki, a także cmentarz.
W sporządzonym dla władz rządowych u progu powstania styczniowego opisie statystycznym Zduńskiej Woli napisano, że w mieście znajdował się Rynek i 14 ulic. Kolejny opis zabudowy miasta sporządzony został przez miejscowego lekarza Franciszka Czajczyńskiego, który w 1866 następująco scharakteryzował Zduńską Wolę: „Miasto zabudowane w formie kolonji w pięciu większych ulicach, przewlekle od rynku wydłużonych. Domy w połowie prawie murowane, ogrodów bardzo mało. Woda li tylko studzienna. Północna część miasta leży w dole, wilgotna; południowa więcej wzniesiona, a tem samem suchsza”.
Kolejne ciągi komunikacyjne ukazane zostały na fragmencie mapy Zduńskiej Woli z 1899 oraz dwóch mapach obejmujących całe miasto, sporządzonych w języku rosyjskim w latach 1902 i 1907. Ten ostatni plan Zduńskiej Woli pokazywał już także nowe ulice: Mickiewicza, Niecała, Nowy Rynek, Składowa czy Targowa. Wyrys prezentował także dopiero projektowane ciągi komunikacyjne. Do wybuchu I wojny światowej władze rosyjskie nie ingerowały w nazewnictwo ciągów komunikacyjnych, stosowano natomiast zrusyfikowaną postać nazw. Wojska niemieckie wkroczyły do Zduńskiej Woli 19 sierpnia 1914.

## Druga Rzeczpospolita i okupacja niemiecka
Po odzyskaniu przez Polskę niepodległości władze Zduńskiej Woli starały się o rozszerzenie granic miasta. W sierpniu 1923 radni miejscy zdecydowali się przyłączyć do miasta wieś Osmolin i kolonię Osmolin I, w styczniu 1929 podjęto natomiast uchwałę o ponownym rozszerzeniu granic miasta przez inkorporację do niego kolonii Osmolin oraz wsi: Rozomyśl, Henryków, Stęszyce i Zduny. Zamierzenia te nie zostały zatwierdzone i obszaru Zduńskiej Woli nie powiększono. 
7 lutego 1931 radni miejscy podjęli decyzję o zmianach w nazewnictwie niektórych ciągów komunikacyjnych. Podczas sesji Rady Miejskiej 4 stycznia 1934 zapadła decyzja o przyjęciu planu zabudowy miasta, nadaniu ulicom nowych nazw oraz ustaleniu granic Zduńskiej Woli. Radni zdecydowali o podziale miasta na 5 dzielnic, w wyniku czego powstały dzielnice:
- Północna (ograniczona ul. Sieradzką, Rynkiem, Juliusza),
- Wschodnia (ograniczona ul. Piłsudskiego, Rynkiem, Juliusza, Opiesińską),
- Południowa (ograniczona ul. Klasztorną, Graniczną, Podmiejską, Główną, Polną, Złotą, Kościelną, Piłsudskiego),
- Zachodnia (ograniczona ul. Sieradzką, Rynkiem, Kościelną, Złotą),
- Pastwiska (ograniczona ul. Graniczną, Podmiejską, Główną do granicy miasta)[22].

Uszczegółowiono, że w północnej części Zduńskiej Woli nazwy ulic będą wywodzić się od nazw geograficznych miejscowości, jezior, mórz, rzek i krajów. W dzielnicy wschodniej nazwy będą wynikać od tytułów i barw. W południowej części od nazwisk osób zasłużonych, dat wydarzeń i epok historycznych oraz nazw narodów. W dzielnicy zachodniej ciągi komunikacyjne miały brać nazwy od zjawisk przyrodniczych, kwiatów, roślin i zwierząt. W dzielnicy Pastwiska nazwy pochodziły od nazw rzemiosł, zawodów, pór roku, miesięcy i dni. Zaproponowany schemat dał trzon pod obecny podział miasta oraz nazwy ciągów komunikacyjnych.

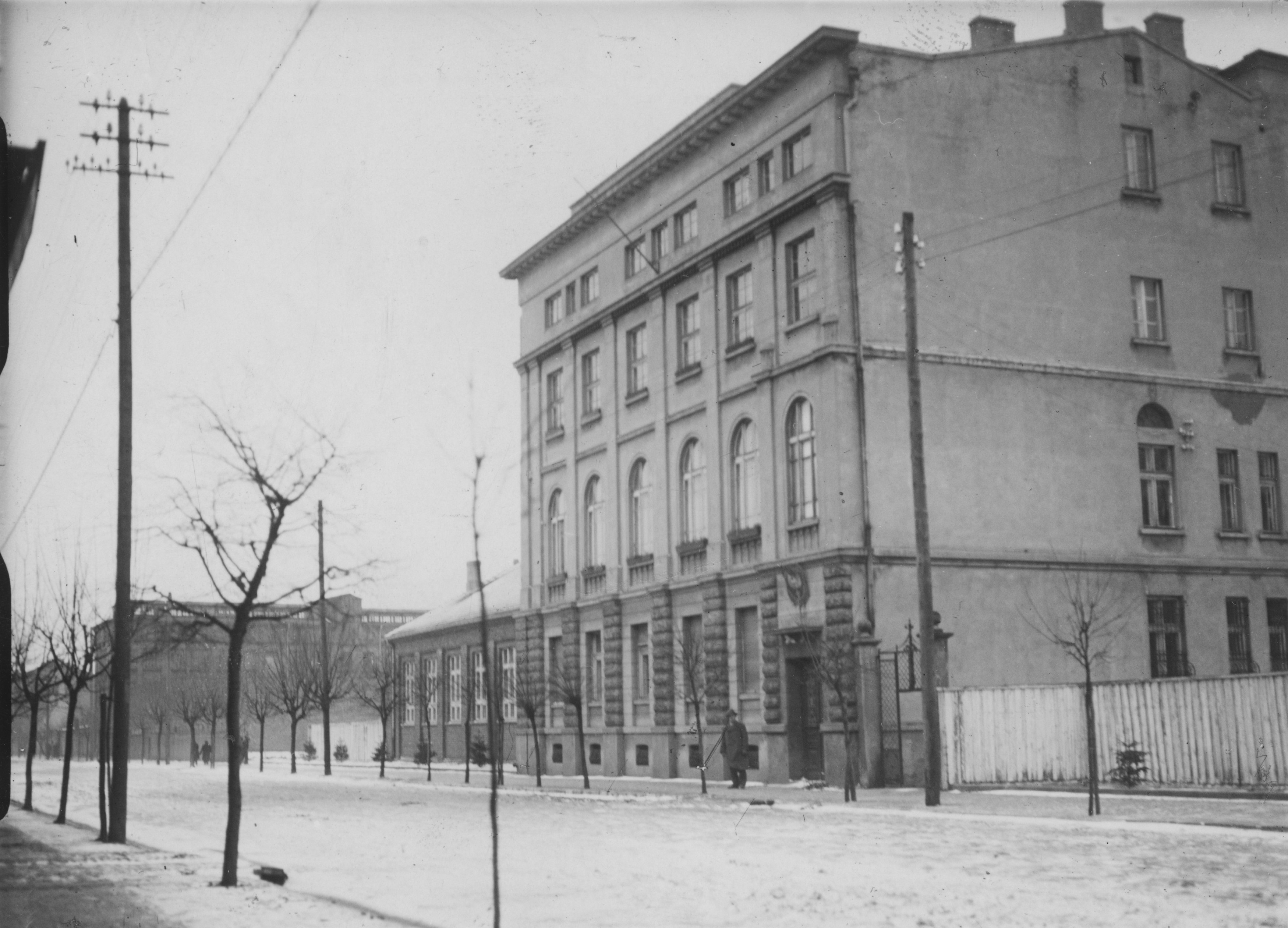
Ulica Złotnickiego (ob. Dąbrowskiego), widoczny budynek Państwowego Gimnazjum im. Kazimierza Wielkiego

Podczas sesji 1 sierpnia 1936 radni na nowo podjęli decyzję zmierzającą do włączenia w granice miasta gromad leżących w gminie Zduńska Wola: w całości – Osmolin wieś i folwark, Opiesin I, Rozomyśl, Stęszyce, Stęszyce Średnie, Zduny; częściowo – Czechy, Izabelów, Osmolin I i II. Mimo że Rada Miejska Zduńskiej Woli do samego wybuchu wojny niejednokrotnie występowała do władz nadzorczych z prośbą o powiększenie terytorium miasta, to nigdy nie otrzymała na to zgody.
O ulicach powstałych w kolejnych latach można dowiedzieć się z fragmentów mapy urbanistycznej Zduńskiej Woli z II połowy lat 30. XX w. oraz planu zatytułowanego Stadtplan Freihaus Reichsgau Wartheland, sporządzonego w lipcu 1943 przez H. Hänischa w Dreźnie na zamówienie niemieckich władz okupacyjnych Zduńskiej Woli. Plan został opracowany po tym, jak 18 maja 1943 namiestnik Kraju Warty Arthur Greiser wydał zarządzenie nakazujące natychmiastową zmianę nazw niektórych miejscowości na niemieckie. Wówczas nazwa Zduńskiej Woli została zmieniona na Freihaus (Wolny Dom), a ulice i place miejskie otrzymały niemieckie nazwy. W latach 1939-1942 w Zduńskiej Woli istniało getto, którego granice przebiegały ulicami Juliusza i Stęszycką aż do ul. Sieradzkiej, obejmując zachodnią i północną stronę Rynku. Na północy miasta dochodziły do zbiegu ulic Opiesińskiej i Szadkowskiej, ciągnęły się wzdłuż rowu do ul. Narwiańskiej, a następnie Sieradzkiej.

## Polska Ludowa i czasy współczesne
Po przejściu frontu wojennego w styczniu 1945 wszystkim ciągom komunikacyjnym na terenie Zduńskiej Woli przywrócono przedwojenne nazwy. Niektórym na krótko, dostosowywano je bowiem do nowych realiów politycznych. Przedmiotem obrad Rady Miasta 13 listopada 1945 było powiększenie Zduńskiej Woli. W tym celu zwołano łączone sesje radnych z terenu miasta oraz radnych z terenu gminy Zduńska Wola. W 1946 miasto Zduńska Wola zajmowało obszar 7 km2 i zamieszkiwało je 14601 osób. 6 listopada 1947 gminni radni zgodzili się na wyłączenie z granic gminy na rzecz miasta gromad: Osmolin folwark i Osmolin kolonia, Rozomyśl i Zduny, uzasadniając to faktem, że miejscowości te miały charakter podmiejski. Wówczas myślano też o wyłączeniu z obszaru gminy osady kolejowej Karsznice i włączeniu jej w granice miasta.  Zamierzenia zostały zrealizowane przy okazji reorganizacji administracji wiejskiej. Na mocy uchwały Wojewódzkiej Rady Narodowej w Łodzi z 4 października 1954 do miasta włączono kolonię Osmolin, wieś Osmolin, wieś Rozomyśl, wieś Stęszyce, wieś Zduny. Osada kolejowa Karsznice uzyskała status samodzielnego osiedla. Na terenach nowych dzielnic mieszkaniowych wytyczano kolejne ulice, rozbudowa przemysłu i budownictwa mieszkaniowego stworzyła natomiast konieczność przebudowy istniejących szlaków i tras komunikacyjnych w mieście. Pod koniec lat 60. zaplanowano i wytyczono m.in. obwodnicę w północnej części miasta, której nadano nazwę XXV-lecia PRL. 
W 1970 miasto zajmowało obszar 15 km2 i było w nim 155 ulic. Do kolejnych zmian administracyjnych i terytorialnych Zduńskiej Woli doszło w związku z utworzeniem gmin i likwidacją osiedli. 1 stycznia 1973 do Zduńskiej Woli włączono część obszaru zniesionego osiedla Karsznice, obejmującą osiedle mieszkaniowe i kolonię Karsznice, część sołectwa Krobanówek o powierzchni 105 ha oraz część obszarów wsi Henryków o powierzchni 60 ha i wsi Krobanów o powierzchni 25 ha. Inkorporacji uległa ponadto część obszaru wsi Marzenin o powierzchni ok. 7,5 ha oraz wsi Bilew o powierzchni 17,2 ha z powiatu łaskiego. Ostatnie istotne zmiany w granicach miasta Zduńska Wola zaczęły obowiązywać 1 stycznia 1975, kiedy to z gminy Zapolice wyłączono obszar wsi Nowe Miasto o powierzchni 207 ha, część obszaru wsi Swędzieniejewice o powierzchni 246 ha i obszar lasów państwowych o nazwie „Paprotnia” w powierzchni 50 ha. Według planu Zduńskiej Woli z 1985 na terenie miasta było 238 ulic, placów, alei i pasaży. 
Powojenne zmiany w nazewnictwie wynikały przede wszystkich z przyczyn politycznych i administracyjnych. Z powodów politycznych pojawili się nowi patroni, m.in. Marian Buczek, Marceli Nowotko, Karol Świerczewski. Nowy charakter nazewnictwu miejskiemu nadawano także, eliminując nazwy nawiązujące do realiów Polski przedwojennej. Na początku lat 90. przywracano nazwy sprzed II wojny światowej oraz eliminowano wszelkie związki z ideologią i historią czasów Polski Ludowej. W przestrzeni miejskiej zaczęli pojawiać się nowi patroni ulic, np. Bolesław Leśmian, Hugo Kołłątaj, Piotr Skarga. Administracyjnym celem zmian było z kolei uniknięcie powtarzania się nazw w obrębie miasta. Na zurbanizowanych terenach włączanych do Zduńskiej Woli, np. osiedlu Karsznice, istniały bowiem ciągi komunikacyjne o nazwach identyczne z tymi od dawna występującymi w mieście.
W 2000 w Zduńskiej Woli znajdowało się ok. 1560 tablic z nazwami ulic. W 2008 istniało tylko jedno rondo (Polskiej Macierzy Szkolnej) i jeden skwer (Konstytucji 3 Maja). Od 1997 do czerwca 2024 powstało kolejnych 69 ciągów komunikacyjnych. Współcześnie (stan na 31 sierpnia 2024) Zduńska Wola zajmuje powierzchnię 24,58 km2, a na jej obszarze znajduje się 331 ciągów komunikacyjnych: 306 ulic, 2 aleje, 5 pasaży, 6 placów, 8 rond i 4 skwery. 

## Wykaz zmian nazw ulic obecnie istniejących w Zduńskiej Woli
(kolejność alfabetyczna według nazw współczesnych)
| Współczesna nazwa  | 1985                   | 1943                           | 1935                   | 1907         | 1830                     |
| ------------------ | ---------------------- | ------------------------------ | ---------------------- | ------------ | ------------------------ |
| 1 Maja             | 1-go Maja              |                                |                        |              |                          |
| Bałtycka           | Bałtycka               | Seestraße                      | Bałtycka               | Bałtycka     |                          |
| Brzozowa           | Brzozowa               | Birkensteg                     | Brzozowa               |              |                          |
| Cicha              | Cicha                  | Friedhofsweg                   | Cicha                  |              |                          |
| Czereśniowa        | Cementowa              |                                |                        |              |                          |
| Czeska             | Czeska                 | Bergsteg                       | Czeska                 |              |                          |
| Daleka             | Daleka                 | Holzgasse                      | Daleka                 |              |                          |
| Dąbrowskiego       | Dąbrowskiego           | Bahnhofstraße                  | Złotnickiego           | Złotnickiego |                          |
| Dojazd             | Dojazd                 | Landweg                        | Dojazd                 |              |                          |
| Dolna              | Dolna                  | Graf-Spee-Straße               | Dolna                  | Dolna        | Dolna                    |
| Fabryczna          | Fabryczna              | Postgasse                      | Fabryczna              | Fabryczna    |                          |
| Gałczyńskiego      | Zawadzkiego            |                                |                        |              |                          |
| Getta Żydowskiego  | Getta Żydowskiego      | Altstadtstraße                 | Stęszycka              | Stęszycka    | Maurycego                |
| Główna             | Główna                 | Graf-Spee-Straße               | Główna                 |              |                          |
| Graniczna          | Graniczna              | Schützenstraße                 | Graniczna              |              |                          |
| Hetmańska          | Hetmańska              | Weddingstraße                  | Hetmańska              |              |                          |
| Inżynierska        | Inżynierska            | Ringstraße                     | Inżynierska            |              |                          |
| Jasna              | Jasna                  | Mühlengasse                    | Jasna                  |              |                          |
| Juliusza           | Nowotki                | Juliusstraße                   | Juliusza               | Juliusza     | Juliusza                 |
| Kacza              | Kacza                  | Winkelgasse                    | Kacza                  |              |                          |
| Karsznicka         | Armii Czerwonej        |                                |                        |              |                          |
| Kilińskiego        | Kilińskiego            | Andreas-Hofer-Straße           | Kilińskiego            | Targowa      |                          |
| Klasztorna         | Klasztorna             | Klosterweg                     | Klasztorna             |              |                          |
| Kobusiewicza       | Kobusiewicza           | Gräberstraße                   | św. Mikołaja           |              |                          |
| Kolbego            | Kolbe                  | Manfred-Richthofen-Straße      | Browarna               | Browarna     |                          |
| Konopnickiej       | Konopnickiej           | Ernst-Moritz-Arndt-Straße      | Konopnickiej           |              |                          |
| Kościelna          | Kościelna              | Kirchstraße                    | Kościelna              | Kościelna    | Petroneli                |
| Kościuszki aleje   | Kościuszki aleje       | Lindenallee                    | Kościuszki aleje       | Zamkowa      | Zamkowa                  |
| Krakowski plac     | Krakowski plac         | Am Markt                       | Krakowski plac         | Nowy Rynek   |                          |
| Królewska          | Świerczewskiego        | Friedrich-Wilhelm-Weber-Straße | Królewska              | Niecała      |                          |
| Krótka             | Krótka                 | Spatzensteg                    | Krótka                 |              |                          |
| Krucza             | Krucza                 | Rabenstraße                    | Krucza                 |              |                          |
| Krzywa             | Krzywa                 | Katzensteg                     | Krzywa                 |              |                          |
| Leśmiana           | Waryńskiego            |                                |                        |              |                          |
| Łaska              | Łaska                  | Adolf-Hitler-Straße-Ost        | Piłsudskiego           | Łaska        | Honoraty                 |
| Łąkowa             | Łąkowa                 | Moorweg                        | Łąkowa                 |              |                          |
| Łódzka             | XXV-lecia PRL          |                                |                        |              |                          |
| Mickiewicza        | Mickiewicza            | Goethestraße                   | Mickiewicza            | Mickiewicza  |                          |
| Młynarska          | Młynarska              | Müllerweg                      | Młynarska              |              |                          |
| Mostowa            | Mostowa                | Brückenstraße                  | Mostowa                |              |                          |
| Narutowicza        | Narutowicza            | Hindenburgstraße               | Prezydenta Narutowicza |              |                          |
| Narwiańska         | Narwiańska             | Sudetenstraße                  | Narwiańska             |              |                          |
| Niemcewicza        | Fornalskiej            |                                |                        |              |                          |
| Obywatelska        | Obywatelska            | Bürgerstraße                   | Wojciechowskiego       |              |                          |
| Ogrodowa           | Buczka                 | Gärtnerstraße                  | Ogrodowa               | Ogrodowa     | Ogrodowa                 |
| Opiesińska         | Opiesińska             | Fleischerweg                   | Opiesińska             | Opiesińska   |                          |
| Orione             | Klasztorna             | Klosterweg                     | Klasztorna             |              |                          |
| Orla               | Orla                   | Adlerstraße                    | Orla                   |              |                          |
| Osmolińska         | Osmolińska             | Staubweg                       | Osmolińska             |              |                          |
| Paprocka           | Paprocka               | Gutsweg                        | Paprocka               | Paprocka     | Paprocka                 |
| Piaskowa           | Piaskowa               | Sandweg                        | Piaskowa               |              |                          |
| Piwna              | Piwna                  | Schlageterstraße               | Piwna                  | Piwna        | Piwna                    |
| Podleśna           | Podleśna               | Wäldchengasse                  | Podleśna               |              |                          |
| Podmiejska         | Podmiejska             | Schützenstraße                 | Podmiejska             |              |                          |
| Polna              | Polna                  | Peldstraße                     | Polna                  |              |                          |
| Pomorska           | Pomorska               | Blaskowitzstraße               | Pomorska               | Wierzbowa    |                          |
| Porębska           | Porębska               | Dorfstraße                     | Porębska               |              |                          |
| Poznańska          | Poznańska              | Nebenweg                       | Poznańska              |              |                          |
| Północna           | Północna               | Grabenweg                      | Północna               |              |                          |
| Prosta             | Prosta                 | Langgasse                      | Prosta                 |              |                          |
| Przejazd           | Przejazd               | Zufuhrstraße                   | Przejazd               |              |                          |
| Przemysłowa        | Przemysłowa            | Ziegelstraße                   | Ceglana                |              |                          |
| Rajczaka aleja     | ZWM aleja              |                                |                        |              |                          |
| Reja               | Reja                   | Wilhelm-Busch-Straße           | Reja                   |              |                          |
| Sienkiewicza       | Sienkiewicza - Osiedle |                                |                        |              |                          |
| Sieradzka          | Sieradzka              | Adolf-Hitler-Straße-West       | Sieradzka/Daszyńskiego | Sieradzka    | Stefana                  |
| Skargi             | Marchlewskiego         |                                |                        |              |                          |
| Skłodowskiej-Curie | Skłodowskiej-Curie     | Prinz-Eugen-Straße             | Kolejowa               | Kolejowa     |                          |
| Słowackiego        | Słowackiego            | Walter-Flex-Straße             | Słowackiego            |              |                          |
| Sokola             | Sokola                 | Moorweg                        | Sokola                 |              |                          |
| Spacerowa          | Spacerowa              | Promenadensteg                 | Spacerowa              |              |                          |
| Społeczna          | Społeczna              | Quergasse                      | Społeczna              |              |                          |
| Srebrna            | Srebrna                | Breitgasse                     | Srebrna                |              |                          |
| Strzelecka         | Strzelecka             | Schützenstraße                 | Strzelecka             |              |                          |
| Stwosza            | Przodowników Pracy     |                                |                        |              |                          |
| Szadkowska         | Szadkowska             | Schadecker-Straße              | Szadkowska             | Szadkowska   | Warszawskie Przedmieście |
| Szkolna            | Szkolna                | Schulstraße                    | Szkolna                |              |                          |
| Szpitalna          | Szpitalna              | Meisterweg                     | Przemysłowa            | Przemysłowa  |                          |
| Śnieżna            | Śnieżna                | Heckengasse                    | Śnieżna                |              |                          |
| Tkacka             | Tkacka                 | Webergasse                     | Tkacka                 | Tkacka       |                          |
| Topolowa           | Topolowa               | Pappelstraße                   | Topolowa               |              |                          |
| Torfowa            | Torfowa                | Torfstraße                     | Torfowa                |              |                          |
| Torowa             | Torowa                 | Bahnhofstraße                  |                        |              |                          |
| Wąska              | Wąska                  | Teichstraße                    | Wąska                  |              |                          |
| Wiejska            | Wiejska                | Grenzstraße                    | Wiejska                |              |                          |
| Wilcza             | Wilcza                 | Wiesensteg                     | Wilcza                 |              |                          |
| Wileńska           | Wileńska               | Grundweg                       | Wileńska               |              |                          |
| Wiślana            | Wiślana                | Weichselstraße                 | Wiślana                |              |                          |
| Wodna              | Wodna                  | Schlachthofstraße              | Wodna                  |              |                          |
| Wolności plac      | Wolności plac          | Platz der Freiheit             | Rynek                  | Rynek        | Rynek                    |
| Wolska             | Wolska                 | Schmale-Straße                 | Wolska                 |              |                          |
| Wschodnia          | Wschodnia              | Feldstraße                     | Wschodnia              |              |                          |
| Wspólna            | Wspólna                | Eelengasse                     | Wspólna                |              |                          |
| Zakopiańska        | Zakopiańska            | Blansenstraße                  | Zakopiańska            |              |                          |
| Zielona            | Zielona                | Bachstraße                     | Zielona                | Fabryczna    |                          |
| Złota              | Złota                  | Goldstraße                     | Złota                  | Złota        | Złota                    |
| Złotnickiego       | PKWN                   | Rathausstraße                  | Belwederska            | Belwederska  | Belweder                 |
| Żelazny plac       | Żelazny plac           | Gorch-Fock-Straße              | Żelazny plac           |              |                          |
| Żeromskiego        | Żeromskiego            | Schillerstraße                 | Żeromskiego            |              |                          |
| Żytnia             | Żytnia                 | Gorch-Fock-Straße              | Żytnia                 |              |                          |

## Wykaz ulic obecnie nieistniejących w Zduńskiej Woli
(kolejność alfabetyczna według ostatniej nazwy w języku polskim)
| 1985        | 1943          | 1935            | 1907       | 1830       |
| ----------- | ------------- | --------------- | ---------- | ---------- |
|             | Friedhofsweg  | Droga Cmentarna |            |            |
| Droga Polna |               |                 |            |            |
|             |               |                 |            | Farbiarska |
|             | Blansenstraße | Gdańska         |            |            |
| Górnośląska | Schulweg      | Górnośląska     |            |            |
|             | Oktstraße     | Niecała         |            |            |
|             | Weidenstraße  | Ordynacka       |            |            |
|             | Pflastersteg  | Składowa        | Składowa   |            |
|             | Wettergasse   | Średnia         |            |            |
|             |               |                 | Warszawska |            |